# سيدي خطاب
سيدي خطاب  هي إحدى بلديات ولاية غليزان الجزائرية والتابعة لدائرة المطمر وتقدر مساحتها حوالي 182كم² وتبعد عن عاصمة الولاية بـ 23 كلم وتتربع على مساحة تقع شمال غرب الولاية بمحاذات ولاية مستغانم .
وتعد أراضيها جد خصبة بحكم إلتقاء وادي الشلف ووادي مينا مشكلة تقاطع سهل الشلف السفلي وسهل مينا
وتتواجد بالبلدية أكبر المناطق الصناعية في الجزائر مما أهلها أن تكون قطب صناعي بامتياز لإحتضانها شركات كبرى مثل سوفاك وتايال والحديد والصلب والكوابل إضافة لتواجد سوق أسبوعي للملابس.
وشهدت المنطقة العديد من الوقائع التاريخية خاصة إبان الثورة التحريرية المجيدة وكانت ضمن المنطقة الرابعة التابعة للولاية الخامسة وأقامت السلطات الإستعمارية معتقل لتعذيب المجاهدين ثم قتلهم بعد تعذيبهم وأقامت الدولة الجزائر بعد الإستقلال مقبرة خصيصا للشهداء الذين ضحوا في سبيل الوطن .

## تسمية
تحمل البلدية إسم سيدي خطاب تيمنا بالولي الصالح الملقب بالخطاب الذي يرجع نسبه إلى الأدارسة الحسنيين .

## مواصلات
- الطريق الوطني رقم 90A[5]
- الطريق الولائي رقم 13
- الطريق السيار الحمادنة مستغانم [6]

## إقتصاد

### فلاحة

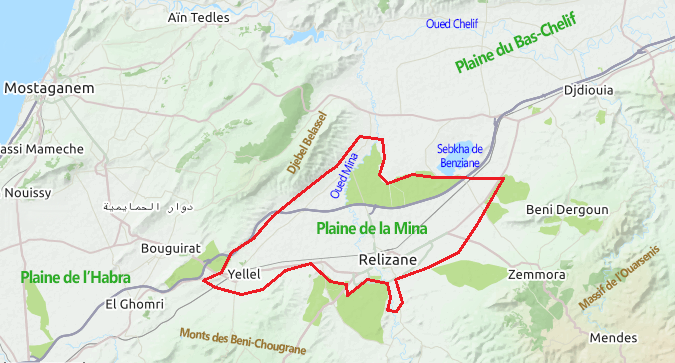
سهل مينا

ينتج فلاحو بلدية سيدي خطاب العديد من المنتوجات الزراعية خاصة أن أراضيهم تفع على سهل مينا الخصب ومن أهم المنتجات :
- القمح
- الطماطم
- البطيخ
- شمام
- البزلاء

### تجارة
- السوق الأسبوعي لتجارة الجملة للملابس والسيارات
- سوق الخضر والفواكه.

### المنطقة الصناعية
توجد في البلدية منطقة صناعية تتربع على مساحة 500 هكتار، توجد حاليا في مرحلة التهيئة، من بين الشركات المهمة المتواجدة على مستوى هذه المنطقة الصناعية مركب tayal لإنتاج النسيج و هو عبارة عن شراكة جزائرية تركية و يقوم بتصدير منتجاته لأوروبا و امريكا. تعمل فيها شركات:
- كوسيدار[7]
- سوفاك [8]

## النسيج العمراني

### • سيدي بغداد
- الجعاونية
- الغبارنية
- العوابد
- أولاد أحمد
- الخواونة
- العمور
- الحوارة
- البوازيد
- عين قطارة
- القيايبة
- سيدي بوزيان
- الحمر.
- أولاد الزين
- صلاطنية

## تعليم
- زاوية سيدي عدة بن محي الدين.
- مركز التكوين المهني مغيش يمينة .
- ثانوية طاهري الميلود.[10]
- متوسطة محمد بومدين .

## ثقافة ورياضة
- الإتحاد الرياضي لسدي خطاب IRBSK.
- نادي السلام للعصا التقليدية .

## مساجد
- مسجد السلاطنية
- مسجد عمر بن الخطاب رضي الله عنه
- مسجد الحسن بن علي ؤضي الله عنهما
- مسجد بن دنية

## معالم
| اسم المعلم                 | نبذة | صورة |
| -------------------------- | --- | ---- |
| مقبرة الشهداء (نقطة الصفر) | من أشهر مقابر الشهداء في الجزائر عامة وولاية غليزان خاصة |      |
| معتقل نقطة الصفر           | معتقل أنشأه قوات الإحتلال الفرنسي والذي إرتكب فيه أشنع و أبشع طرق التعذيب                                                                                      |      |
| ضريح سيدي خطاب             | سيدي خطاب جد الأشراف الخطابيين ومن أحفاده ملوك ليبيا السنوسيون                                                                                                 |      |
| ضريح سيدي بوزيد            | كان معاصرا لسيدي عابد دفين المرجة حيث التقيا ونظم شعرا يمدح فيه حفيد سيدي بوعبد المغوفل وهو صاحب المؤلف الشهير :عقد الجمان النفيس في ذكر الأعيان من أشراف غريس |      |

## أعلام
- سيدي خطاب
- سيدي بوزيد
- محمد قادوس[17]

## وصلة خارجية
- سيدي خطاب

## مقالات ذات صلة
- سهل مينا